# 1991 في أرمينيا
فيما يلي قوائم الأحداث التي وقعت خلال عام 1991 في أرمينيا.

## أحداث
- 1 يناير – الانتخابات الرئاسية الأرمنية 1991

## سياسة

### تعيين في المنصب
- 11 نوفمبر – ليفون تير-بيتروسيان قائمة رؤساء أرمينيا.

## وفيات

### أبريل
- 30 أبريل – تاتول كربييان (مواليد 1965) جندي أرميني.